# Kostel svatého Václava (Bubovice)
Kostel svatého Václava je bývalý farní, nyní již pouze filiální kostel v Bubovicích, které jsou částí obce Volenice v okrese Příbram ve Středočeském kraji. Jedná se o jednolodní gotický kostel, který byl v průběhu staletí renesančně, barokně a naposledy neogoticky upraven. Je chráněn jako kulturní památka.

## Historie

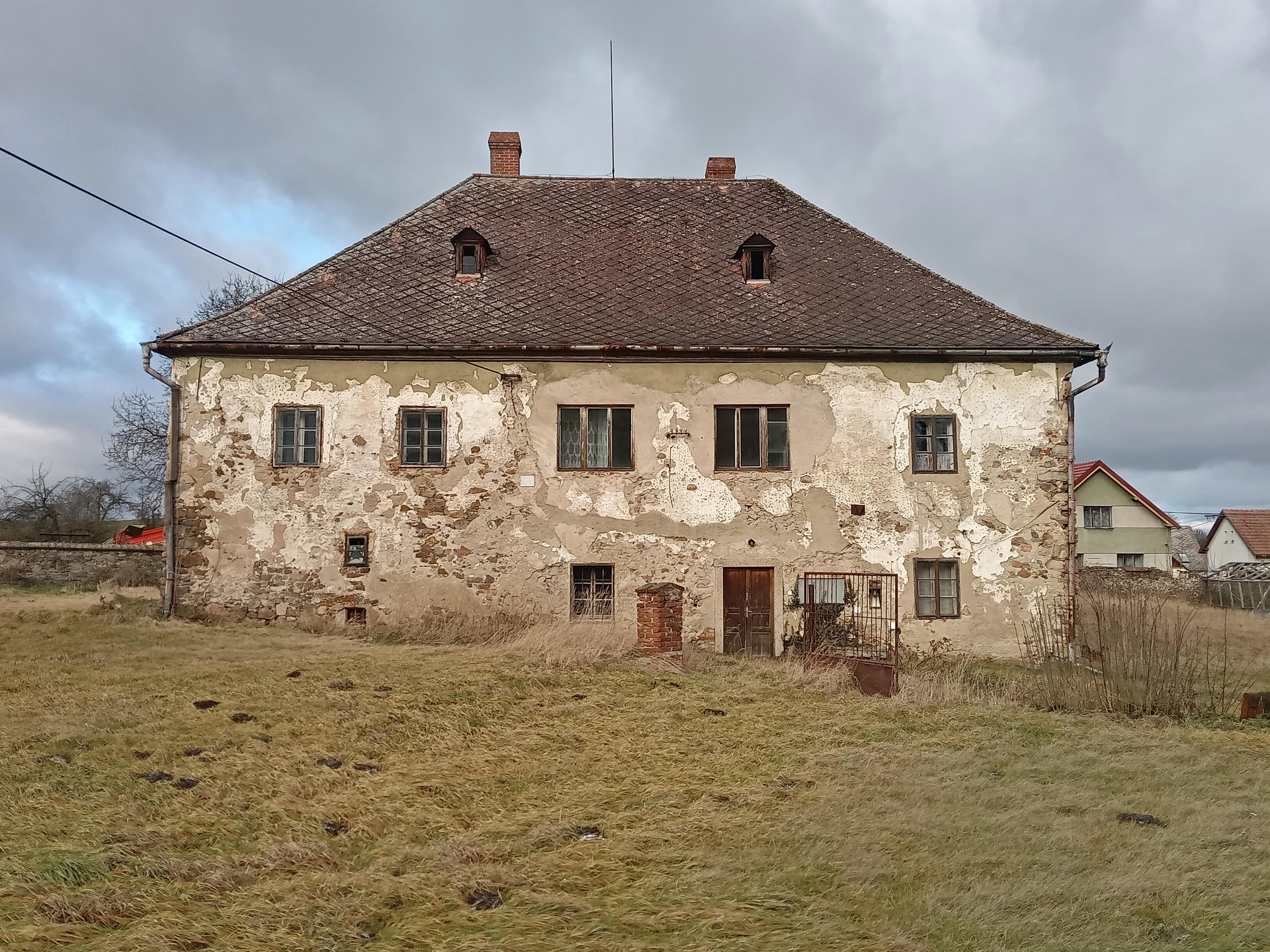
Renesančně-barokní budova fary

Kostel vznikl patrně na konci 13. století, nicméně na přesném období jeho vzniku se historikové neshodnou. S jistotou lze tvrdit, že stál nejpozději kolem roku 1340, jelikož z tohoto období pocházejí velmi cenné malby zdobící jeho presbytář. Jedná se o výjevy ze života Krista a Panny Marie. V roce 1361 byl povýšen na kostel farní. Ve stejném období zřejmě vznikla i budova bubovické fary. Z 15. a 16. století se dochovalo velmi málo zpráv. Je známo , že byl kostel poničen husitskými vojsky. Řádnou obnovu přinesla až přestavba v raně barokním duchu mezi léty 1626–1629, kterou inicioval královský prokurátor Přibík Jeníšek z Újezda. V roce 1659 se správy kostela ujal jezuitský řád, který provedl další úpravy v barokním slohu. V 1. polovině 18. století byl kostel barokně vybaven (do dnešní dnů se dochoval pouze hlavní oltář se sochou sv. Václava). Jezuitský řád byl v roce 1773 zrušen papežem Klementem XIV. a bubovický kostel o patnáct let později ztratil status farního kostela. V tehdejší době začalo dlouhé chátrání, které pokračovalo přes celé 19. století. Jedinou významnější událostí v této době bylo obnovení bubovické farnosti v roce 1858.

Na počátku 20. století prošel kostel velkou a do současnosti (2020) poslední přestavbou. Ta započala v roce 1905 a skončila o dva roky později v roce 1907. Kostel při ní dostal nové neogotické vybavení (varhany, kazatelna, oltáře atd.), byla také přistavěna nová, neogotická věž.Ve 30. letech 20. století byl kostel elektrifikován a dostal nová vitrážová okna. V Bubovicích trvale sídlil farář do roku 1968, kdy poslední z nich zemřel. Poslední opravy proběhly v 90. letech 20. století. V roce 2019 došlo ke zrušení bubovické farnosti a kostel byl trvale přifařen do Březnice, čímž ztratil status farního kostela a stal se pouhým kostelem vedlejším, tedy filiálním. 

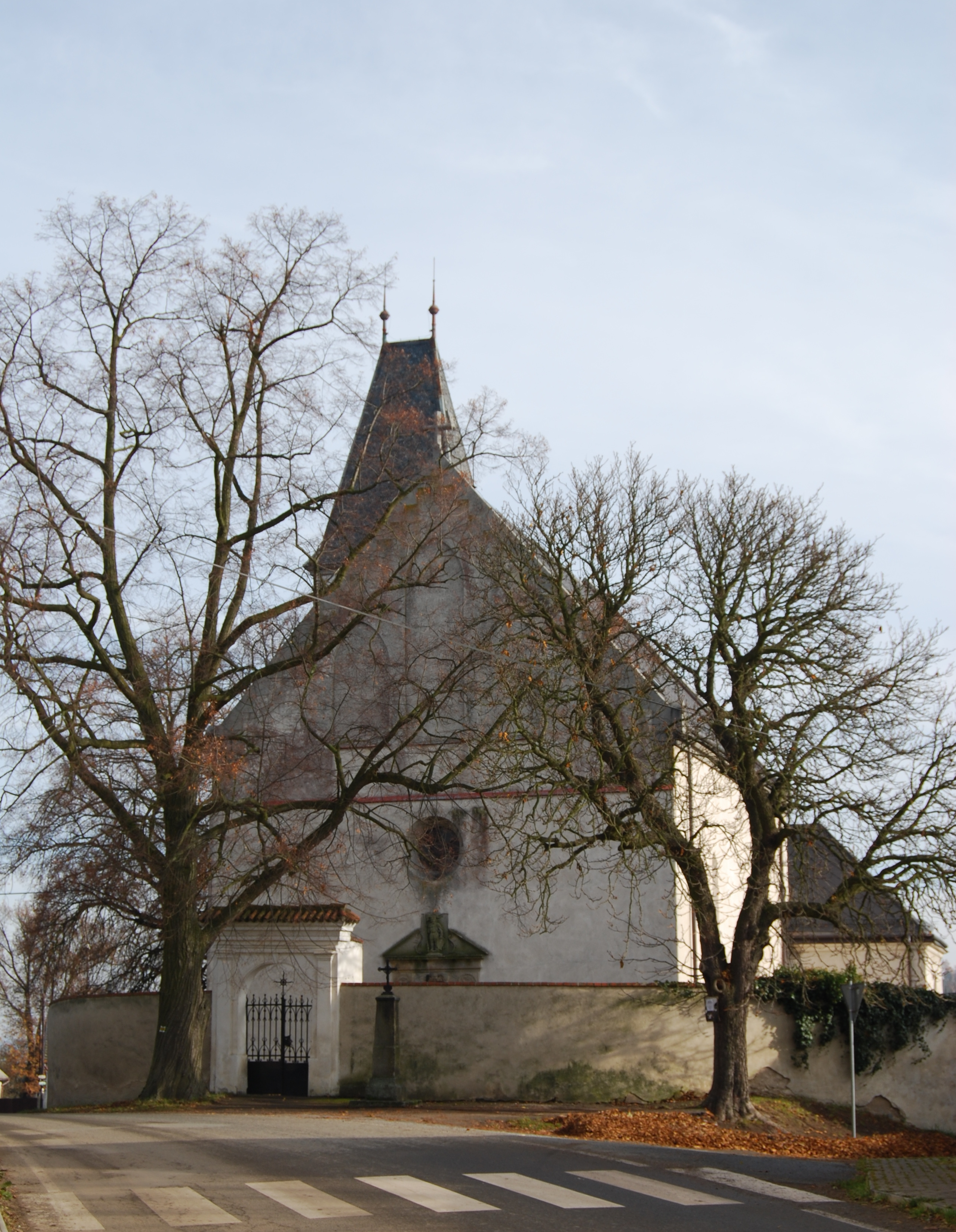
Hlavní průčelí kostela - pohled ze západu